# Harry Bourchier
Harry Bourchier (* 24. Januar 1996 in Hobart, Tasmanien) ist ein australischer Tennisspieler.

## Karriere
Auf der ITF Junior Tour  erreichte Bourchier mit Platz 24 seine höchste Position im März 2013. Bei großen Turnieren konnte er indes keine Erfolge verbuchen.
Bei den Profis spielte er ab 2014 regelmäßig. Den ersten Titel dort gewann er 2015 im Doppel auf der drittklassigen ITF Future Tour. In diesem Jahr erreichte er auf der höherdotierten ATP Challenger Tour in Launceston auch erstmals das Halbfinale, während er im Einzel beim selben Turnier ebenfalls das Viertelfinale erreichen konnte. Erstmals in seiner Karriere konnte er in die Top 500 der Tennisweltrangliste eindringen. In den folgenden Jahren konnte er sich aber nicht weiter verbessern. Zu den Highlights gehörten ein Titel 2016 sowie zwei Titel 2017 im Doppel jeweils auf der Future Tour. Zudem erreichte er in Traralgon erneut das Halbfinale.
2019 konnte er wieder größere Erfolge erzielen. Er gewann seine ersten vier Future-Titel im Einzel und überraschte auch bei einigen Challenger-Begegnungen. In Canberra besiegte er mit Roberto Carballés Baena erstmals eine Top-100-Spieler. Wenig später stand er in Burnie im Viertelfinale, was ihm später im Jahr in Baotou noch einmal gelang. Das Jahr hatte er auf Rang 463 begonnen und schloss es auf Platz 290 ab. Im Einzel und Doppel stand er Anfang 2020 auf seinem Höchstwert in der Weltrangliste von jeweils knapp innerhalb der Top 300. Im Doppel erreichte er in diesem Jahr zudem sein erstes Finale in Calgary
Anfang 2021 wurde ihm von den Turnierverantwortlichen der Murray River Open in Melbourne eine Wildcard zuerkannt, wodurch er sein Debüt auf der ATP Tour gab. Im Doppel verlor er zum Auftakt, während er im Einzel seine Premiere gegen Marc Polmans siegreich gestaltete. Er unterlag dann in Runde 2 mit Nick Kyrgios einem weiteren Landsmann.